# 민병대 (축구인)
민병대(閔丙大, 1918년 2월 20일~1983년 1월 4일)는 대한민국의 축구 선수이자 지도자로 선수 시절 포지션은 수비수이다. 대한민국 축구 국가대표팀이 처음으로 구성될 때 활동한 선수로 1948년 하계 올림픽과 1954년 FIFA 월드컵에 참가하였다.

## 선수 시절
1918년 2월 20일 출생으로 배재고등학교를 거쳐 보성전문학교 1학년 시절 일본 국가대표팀에 발탁되었다. 1940년에 6월 도쿄에서 열린 기원 2600년 봉축 동아경기대회에 일본 대표팀 선수로 참가하여 2경기에 출전했으나 이 대회는 국제 A매치로 인정되지 않는다. 고려대학교 졸업 후 평양 축구단에서 활동했다.
광복 이후인 1946년 김용식의 주도로 창된 조선전업 축구단에 입단하였고, 대한민국 대표팀에 발탁되었다. 대한민국 국가대표로서 1948년 하계 올림픽 본선, 1952년 하계 올림픽 아시아 지역 예선, 1954년 FIFA 월드컵 본선, 1954년 아시안 게임 등에 출전하며 노익장을 과시했고 이 중 1948년 하계 올림픽 본선에서의 대한민국 축구 역사상 A매치 첫 승 및 8강 진출과 1954년 아시안 게임 은메달 획득에 일조했으며 이후 1951년부터 1955년까지 육군 특무부대 축구단에서 코치 겸 선수로 활동한 뒤 현역에서 물러났다.

## 은퇴 이후
1955년 은퇴 후 1957년까지 육군 특무부대 축구단 코치를 맡은 뒤 이후 대한민국 대표팀의 단장을 맡았으며 1962년과 1972년, 1973년에 대한민국 대표팀 감독을 맡았다. 
그 후 한국주택은행 축구단 감독 등을 역임했고 대한축구협회 이사 겸 부회장 등을 맡으며 꾸준히 활동을 이어가다 1980년 한국실업축구연맹 회장직을 끝으로 경영직에서 물러났고 1983년 1월 4일 서울특별시 은평구의 자택에서 향년 66세를 일기로 생애를 마감했다.
한편, 1974년 FIFA 월드컵 아시아·오세아니아 지역 예선 당시 장신 스트라이커 김재한을 활용한 공격을 많이 썼는데 이 것을 싫어한 이차만이 본인(민병대) 문정식 당시 코치와 마찰을 일으켰다.
이 탓인지 이차만은 1992년 대우 감독으로 재부임할 당시 프로 데뷔 첫  해인 1989년 6골 중 5골을 머리로 넣어 '장신 폭격기'로 명성을 떨치며 "제 2의 김재한"이란 소리까지 들었지만 연봉문제로 팀과 불화를 빚더니 다음 해 그라운드를 떠나 19개월 동안 무적선수로 설움을 빚다가 1991년 3월 5일 럭키금성에서 대우로 이적했으나 쟁쟁한 선수들에게 밀려 벤치에만 앉아 있었고 1992년 1차 전지훈련 당시 1차전 3차전에서 골을 넣을 무렵 무실점(1차전 6-0 3차전 3-0) 승리에 기여하기도 한 장신(191CM) 공격수 차상해와 마찰을 빚었다.
그 결과 차상해는 1992년 개막전만 출전했을 뿐 또다시 설 자리를 잃었고 이 해 4월 16일 포철로 현금 트레이드됐으며 1993년 10골로 정규리그 최다골을 기록했으나 1994년 동계훈련에서 손목뼈가 부러지는 부상을 당하여 이 해 3골에 그쳤고 같은 해 말 김희태 감독이 이적 제의를 해 오자 대우로 복귀했다.
하지만,  김희태 감독이 구단과의 마찰 탓인지 1995년 전기리그 종료 후 사임하자 이 해 8월 12일 김상문과의 맞트레이드를 통해 유공 유니폼을 입었으나 구단의 일방적인 결정 탓인지 1996년 전기리그 종료 뒤 유공에서 방출된 후 친정 LG로 복귀했지만 이렇다할 성과를 얻지 못한 채 1997년 1월 14일 자유계약선수로 풀려 은퇴했다.

## 수상
대한민국
- 아시안 게임 : 은메달 (1954)

## 기타
- 일부 기사에서 민내대(閔內大)로 잘못 포기했었다.[12]